# Chris Bell (cantante)
Christopher Branford Bell, detto Chris (Memphis, 12 gennaio 1951 – 27 dicembre 1978), è stato un cantante e chitarrista statunitense.

## Biografia
Ha fatto parte del gruppo rock Big Star, da cui è uscito dopo la pubblicazione del primo acclamato album #1 Record (1972).
Successivamente ha intrapreso la carriera di solista, ma non ha fatto in tempo a pubblicare nessun album. Il disco postumo I Am the Cosmos, registrato tra il 1974 ed il 1975, è uscito solo nel 1992 attraverso la Rykodisc.
È deceduto a soli 27 anni a causa di un incidente stradale, mentre si trovava a bordo della sua Triumph TR7.